# Interserie
Interserie è una serie automobilistica europea che ha avuto la sua stagione inaugurale nel 1970 e che accetta tra i suoi concorrenti un variegato parco partenti, con un regolamento tecnico molto più permissivo di altri campionati.
Nato per rimpiazzare la Nordic Challenge Cup che si era disputata in Finlandia e Svezia nel 1969, ammise inizialmente tra i partenti le vetture barchetta del Gruppo 7, come in quel tempo faceva anche il Can-Am in Nord America per poi includere tra i concorrenti anche le monoposto dismesse da altri campionati, la cui carrozzeria veniva modificata in stile Sport prototipo (stante l'obbligo di partecipare con vetture a "ruote coperte"), e infine le vetture prototipo del Gruppo C.
Col passare degli anni il regolamento si è fatto via via più restrittivo, ma la serie è attiva ancora oggi e tra i partenti vi sono soprattutto vetture di Formula 3, a causa dell'obsolescenza delle vetture a ruote coperte che vi partecipavano negli scorsi anni.
A partire dal 1999 l'Interserie ha perso il suo status di campionato internazionale per ridursi a livello centro-europeo, con gare organizzate dall'Automobilclub von Deutschland.

## Albo d'Oro
| Anno | Campione assoluto      | Campione assoluto      | Campione assoluto    | Campione assoluto |
| ---- | ---------------------- | ---------------------- | -------------------- | ----------------- |
| 1970 | Jürgen Neuhaus         | Jürgen Neuhaus         | Jürgen Neuhaus       | Jürgen Neuhaus    |
| 1971 | Leo Kinnunen           | Leo Kinnunen           | Leo Kinnunen         | Leo Kinnunen      |
| 1972 | Leo Kinnunen           | Leo Kinnunen           | Leo Kinnunen         | Leo Kinnunen      |
| 1973 | Leo Kinnunen           | Leo Kinnunen           | Leo Kinnunen         | Leo Kinnunen      |
| 1974 | Herbert Müller         | Herbert Müller         | Herbert Müller       | Herbert Müller    |
| 1975 | Herbert Müller         | Herbert Müller         | Herbert Müller       | Herbert Müller    |
| 1976 | Herbert Müller         | Herbert Müller         | Herbert Müller       | Herbert Müller    |
| 1977 | Helmut Bross           | Helmut Bross           | Helmut Bross         | Helmut Bross      |
| 1978 | Reinhold Joest         | Reinhold Joest         | Reinhold Joest       | Reinhold Joest    |
| 1979 | Kurt Lotterschmid      | Kurt Lotterschmid      | Kurt Lotterschmid    | Kurt Lotterschmid |
| 1980 | Kurt Lotterschmid      | Kurt Lotterschmid      | Kurt Lotterschmid    | Kurt Lotterschmid |
| 1981 | Roland Binder          | Roland Binder          | Roland Binder        | Roland Binder     |
| 1982 | Roland Binder          | Roland Binder          | Roland Binder        | Roland Binder     |
| 1983 | Walter Lechner         | Walter Lechner         | Walter Lechner       | Walter Lechner    |
| 1984 | Klaus Niedzwiedz       | Klaus Niedzwiedz       | Klaus Niedzwiedz     | Klaus Niedzwiedz  |
| 1985 | Roland Binder          | Roland Binder          | Roland Binder        | Roland Binder     |
|      | Divisione I            | Divisione I            | Divisione II         | Divisione II      |
| 1986 | "John Winter"          | "John Winter"          | Roland Binder        | Roland Binder     |
| 1987 | Walter Lechner         | Walter Lechner         | Karl Hasenbichler    | Karl Hasenbichler |
| 1988 | Jochen Dauer           | Jochen Dauer           | Rolf Götz            | Rolf Götz         |
| 1989 | Walter Lechner         | Walter Lechner         | Rolf Götz            | Rolf Götz         |
| 1990 | Bernd Schneider        | Bernd Schneider        | Rolf Götz            | Rolf Götz         |
| 1991 | Bernd Schneider        | Bernd Schneider        | Karl Hasenbichler    | Karl Hasenbichler |
| 1992 | Manuel Reuter          | Manuel Reuter          | Karl Hasenbichler    | Karl Hasenbichler |
| 1993 | Giovanni Lavaggi       | Giovanni Lavaggi       | Ranieri Randaccio    | Ranieri Randaccio |
| 1994 | Johan Rajamäki         | Johan Rajamäki         | Walter Lechner       | Walter Lechner    |
|      | Div. I                 | Div. I                 | Div. II              | Div. III          |
| 1995 | Karl-Heinz Becker      | Karl-Heinz Becker      | Walter Lechner       | Robbie Stirling   |
|      | Div. I                 | Div. I                 | Div. II              | Div. II           |
| 1996 | Robbie Stirling        | Robbie Stirling        | Walter Lechner       | Walter Lechner    |
| 1997 | Josef Neuhauser        | Josef Neuhauser        | Joachim Ryschka      | Joachim Ryschka   |
|      | Div. I                 | Div. I                 | Div. II              | Div. III          |
| 1998 | Josef Neuhauser        | Josef Neuhauser        | Alfred Guldi         | Martin Krisam Jr. |
| 1999 | Jaromír Zdražil        | Jaromír Zdražil        | Vlasto Matouš        | Karl-Heinz Becker |
| 2000 | Rolf-Thorsten Dietrich | Rolf-Thorsten Dietrich | Frank Schierig       | Josef Neuhauser   |
| 2001 | Christoph Haingartner  | Christoph Haingartner  | Christian Hauser     | Josef Neuhauser   |
| 2002 | Rolf-Thorsten Dietrich | Rolf-Thorsten Dietrich | Jean-Claude Monbaron | Walter Leitgeb    |
|      | Div. II                | Div. II                | Div. III             | Div. IV           |
| 2003 | Rolf-Thorsten Dietrich | Rolf-Thorsten Dietrich | Jean-Claude Monbaron | Walter Leitgeb    |
| 2004 | Peter Milavec          | Peter Milavec          | Thomas Wolfert       | Hans-Peter Voigt  |
|      | Div. I                 | Div. II                | Div. III             | Div. IV           |
| 2005 | Sabrina Hungerbühler   | Hans-Peter Voigt       | Peter Milavec        | Marcel Baierle    |
|      | Div. II                | Div. II                | Div. III             | Div. IV           |
| 2006 | Hans-Peter Voigt       | Hans-Peter Voigt       | Peter Milavec        | Marek Schramm     |
|      | Div. I                 | Div. I                 | Div. II              | Div. III          |
| 2007 | Peter Milavec          | Peter Milavec          | Marcel Baierle       | Hans-Peter Voigt  |
| 2008 | Peter Milavec          | Peter Milavec          | Thomas Conrad        | Hans-Peter Voigt  |
|      | Div. I                 | Div. II                | Div. III             | Div. IV           |
| 2009 | Peter Randlshofer      | Dr. Thomas Keller      | non assegnato        | Lars Erichson     |